# Otto Wagner (burmistrz)

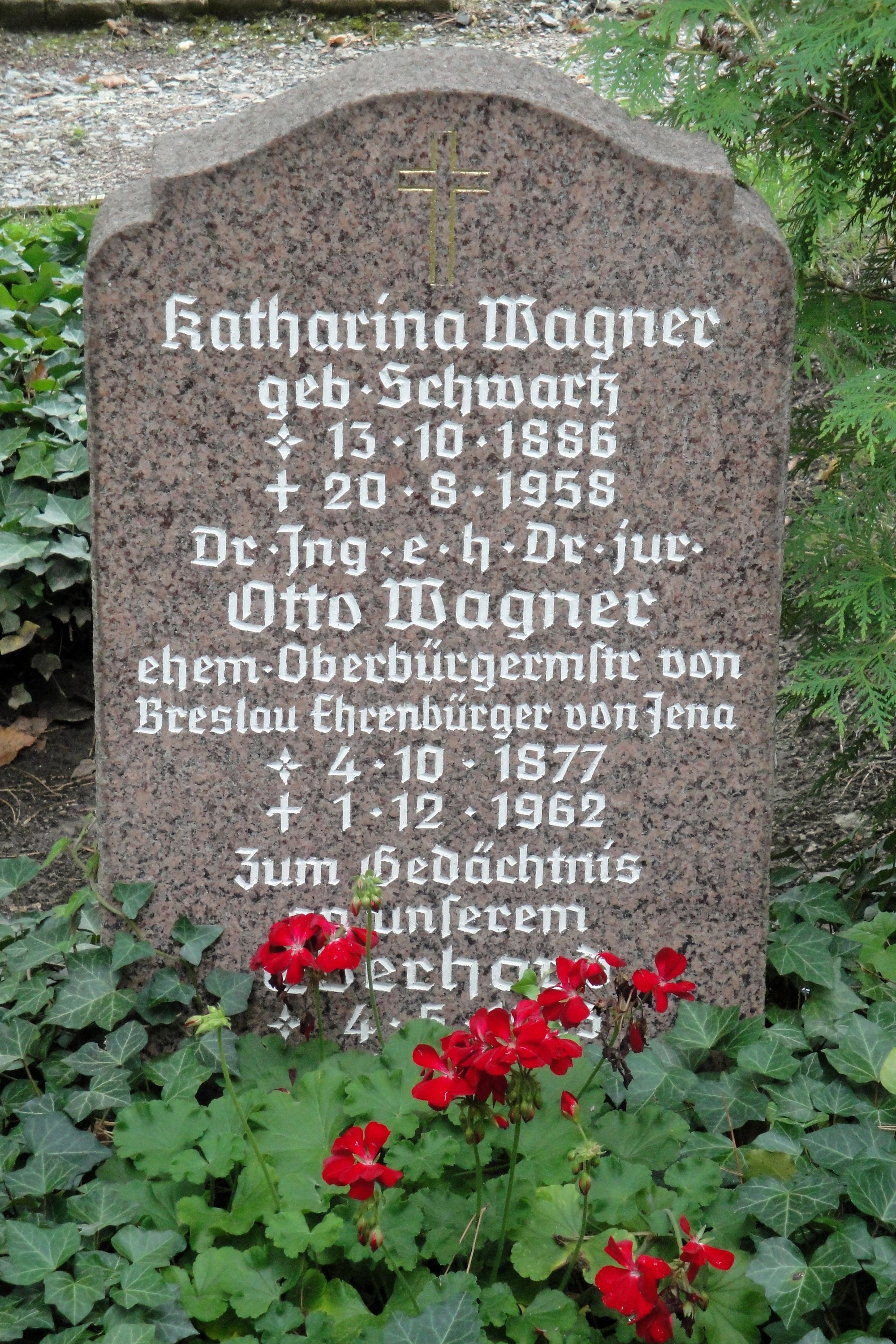
Grób Otto Wagnera na Cmentarz północny w Jenie

Otto Wagner (właśc. Otto Heinrich Ludwig Wagner, ur. 4 października 1877 w Reichenhausen, powiat Bad Salzungen, zm. 1 grudnia 1962 w Jenie) – niemiecki polityk, nadburmistrz Wrocławia w okresie Republiki Weimarskiej w latach 1919-1933.

## Życiorys
Urodzony w rodzinie tkaczy Otto Wagner skończył prawo na Uniwersytecie w Jenie, uzyskując doktorat. W latach 1905–1908 był zastępcą burmistrza Jeny, a w latach 1908–1919 był zatrudniony w magistracie wrocławskim jako radca prawny. Był działaczem Postępowej Partii Ludowej (niem. Fortschrittliche Volkspartei), przekształconej po rewolucji listopadowej 1918 w Niemiecką Partię Demokratyczną (Deutsche Demokratische Partei).
Wszedł w skład Centralnej Rady Ludowej, która w 1918 opanowała wrocławski ratusz i w przemówieniu do zgromadzonych przed nim tłumów zapowiadał zmiany w systemie wyborczym. Urząd nadburmistrza objął 7 stycznia 1919, w tym samym roku wprowadzono w życie powszechne prawo wyborcze do rady miejskiej i pierwsze wybory według nowych reguł przeprowadzono 2 marca 1919. 
Miasto wymagało generalnej reformy, stąd pomysł na ogłoszenie 1 marca 1921 konkursu na generalny plan rozwoju Wrocławia. W pierwszych latach po wojnie samorząd wrocławski zmagał się z problemem bezrobocia i brakiem lokali mieszkalnych i już od 1918 z udziałem kapitału miejskiego, powstawały spółdzielnie i zrzeszenia, wznoszące nowe osiedla mieszkaniowe. 
Władze miejskie na czele z Wagnerem starały się przeciwdziałać oddziaływaniu komunistów, których wpływy wzrosły po I wojnie światowej). W 1933 Wagner został usunięty z urzędu nadburmistrza Wrocławia przez głoszących hasła populistyczno-narodowe hitlerowców. Później, jako przeciwnik nazistów był wielokrotnie więziony. Następnie przeniósł się do Jeny, gdzie w latach 1934–1945 pełnił funkcję kierownika fundacji miejscowej kasy oszczędności. 
Po II wojnie światowej Otto Wagner, jako działacz Partii Liberalno-Demokratycznej (niem. Liberal-Demokratische Partei), został 11 maja 1945 mianowany przez amerykańskie władze wojskowe komisarycznym burmistrzem Jeny. 1 lipca 1945 miasto przejęły jednak wojska Armii Czerwonej i Jena znalazła się w radzieckiej strefie okupacyjnej. Wagner ustąpił wówczas z przyczyn zdrowotnych i 14 lipca 1945 przekazał stanowisko Heinrichowi Troegerowi.
Następnie pracował jako kierownik archiwum miejskiego i radca prawny. W dniu swoich 80. urodzin w październiku 1957 został honorowym obywatelem Jeny. W 2008 roku w Jenie odsłonięto poświęconą mu tablicę pamiątkową.